# یوزپلنگ شمال‌غربی آفریقا
یوزپلنگ شمال‌غربی آفریقا (نام علمی: Acinonyx jubatus hecki) که با نام یوزپلنگ صحرایی نیز شناخته می‌شود، زیرگونه‌های از یوزپلنگ است که در مناطق شمال غرب قاره آفریقا، مناطق مرکزی غرب صحرا، و کناره‌های آن زندگی می‌کند. این جانور در لیست قرمز آی‌یوسی‌ان به عنوان یک گونه در بحران انقراض قرار گرفته است. در سال ۲۰۰۸ تعداد کل نمونه‌های بالغ باقی‌مانده از آن‌ها به چیزی حدود ۲۵۰ می‌رسید.
یوزپلنگ شمال غربی آفریقا برای اولین‌بار توسط جانورشناس آلمانی، ماکس هیلزایمر در سال ۱۹۱۳ با نام علمی Acinonyx hecki توصیف علمی شد.

## توصیف ظاهری
یوزپلنگ شمال‌غربی آفریقا تفاوت‌هایی در ظاهر با سایر یوزپلنگ‌های آفریقایی دارد. پشم‌هایش کوناه تر و رنگ بدنش روشن تر است. خال‌های روی پوست نیز در نزدیکی ستون فقرات به رنگ سیاه هستند اما بر روی پاها به رنگ قهوه‌ای روشن در می‌آیند. بر روی صورت تعداد بسیار کمی (یا گاه هیچ) خال وجود دارد و خط اشک در آن اغلب دیده نمی‌شود. شکل بدن آن در اساس همانند دیگر زیرگونه‌های یوزپلنگ است، با این تفاوت که تا حدودی کوچکتر است.

## رفتار و بوم‌شناسی
در صحرا‌ها، دمای روزها بیش از ۴۰ درجه سانتیگراد است و آب و بارندگی بسیار کم است. دو بررسی تله‌گذاری دوربین در توده آهگار، نشان داد که یوزپلنگ‌ها در این منطقه چندین سازگاری رفتاری با این آب و هوای نامطلوب نشان می‌دهند: آنها عمدتاً شب‌زی هستند و بین غروب آفتاب و صبح زود فعال هستند و همچنین مسافت‌های طولانی را می‌پیمایند و با تراکم کمتری نسبت به یوزپلنگ‌هایی که در ساوانا زندگی می‌کنند، دیده می‌شوند.
طعمه اصلی یوزپلنگ شمال‌غربی آفریقا، بزهایی هستند که با محیط خشک سازگار هستند مانند تابیده‌شاخ، غزال دورکاس، غزال ریم و غزال داما. همچنین پستانداران کوچکتری مانند خرگوش هم در فهرست طعمه‌های آنها قرار دارند. یوزپلنگ‌های شمال‌غربی می‌توانند بدون دسترسی مستقیم به آب زندگی کنند و به طور غیرمستقیم از خون طعمه‌های خود، آب به دست آورند.